# آنروا

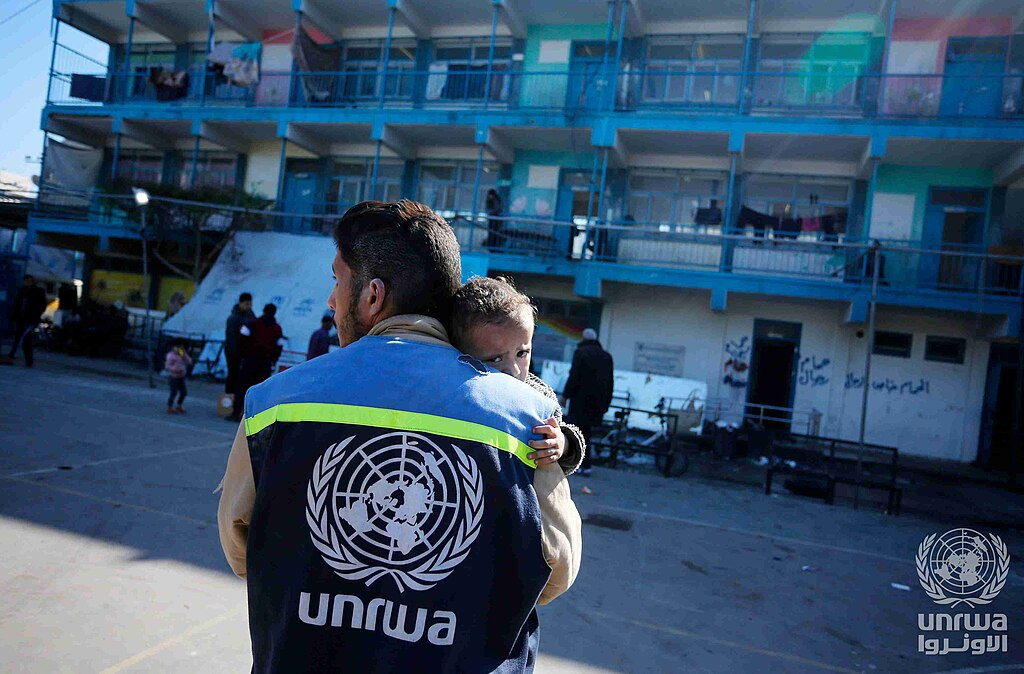
یکی از کارکنان آنروا در حال دلداری دادن به یک کودک مضطرب در پناهگاه مدرسه‌ای در اردوگاه نصیرات، نوار غزه

آژانس امدادرسانی و کاریابی برای آوارگان فلسطینی در خاور نزدیک (به انگلیسی: United Nations Relief and Works Agency for Palestine Refugees in the Near East) یا به‌طور خلاصه آنروا (انگلیسی: UNRWA) توسط سازمان ملل در دسامبر ۱۹۴۹ ایجاد شد، یک مؤسسه امداد رسانی و تأمین تسهیلات و کمک‌های انسانی برای حمایت بیش از ۵ میلیون پناهنده ثبت شده فلسطینی است. پناهندگانی که طی جنگ ۱۹۴۸ فلسطین و همچنین جنگ شش روزه ۱۹۶۷ همراه با فرزندان خود یا از خانه مادری خود اخراج شدند یا فرار کردند.

## اهداف
در ابتدا هدف آژانس، قرار بر ایجاد مشاغل در خصوص پروژه‌های عمرانی و کمک‌های مستقیم بود، اما اکنون آژانس امدادرسانی و کاریابی برای آوارگان فلسطینی در خاور نزدیک به پشتیبانی از پروژه‌های آموزش و پرورش، خدمات درمانی و خدمات اجتماعی پناهندگان فلسطینی می‌پردازد. کمکهای این سازمان در پنج حوزه عملیاتی در کشورهای اردن، لبنان، سوریه، نوار غزه و کرانه باختری رود اردن، از جمله اورشلیم شرقی توزیع می‌شود. اما خارج از این پنج حوزه، کمک به پناهندگان فلسطینی از طریق کمیساریای عالی پناهندگان سازمان ملل متحد صورت می‌گیرد.
این آژانس پس از جنگ ۱۹۴۸ فلسطین، حمایت از پناهندگان فلسطینی یهودی و عرب در داخل اسرائیل را برعهده گرفت و تا سال ۱۹۵۲ که اسرائیل مسئولیت پناهندگان یهودی را پذیرفت به کمک‌ها ادامه داد. مجمع عمومی در غیاب یک راه حل برای مشکل پناهندگان فلسطینی مجوز اونروا را بارها و بارها تمدید کرده است و اخیراً آن را تا ۳۰ ژوئن ۲۰۱۷ تمدید نمود.
اونروا تنها سازمانی است که خاص کمک به پناهندگان یک منطقه خاص یا درگیری است و امکان اسکان سازی در یک کشور سوم یا در صورت نیاز بازنشستگی پناهندگان را می‌دهد و همچنین اجازه می‌دهند که وضعیت پناهندگی به فرزندان پناهندگان نیز به ارث برده شود.